# Montauriol (Aude)
Montauriol – miejscowość i gmina we Francji, w regionie Oksytania, w departamencie Aude.
Według danych na rok 1990 gminę zamieszkiwało 75 osób, a gęstość zaludnienia wynosiła 9 osób/km² (wśród 1545 gmin Langwedocji-Roussillon Montauriol plasuje się na 826. miejscu pod względem liczby ludności, natomiast pod względem powierzchni na miejscu 835.).

## Zabytki
Zabytki w miejscowości posiadające status Monument historique:
- młyn wiatrowy (Moulin à vent)
- krzyż (croix)